# 延森嶺
60°41′S 45°38′W / 60.683°S 45.633°W
延森嶺（英語：Jensen Ridge）是南極洲的山嶺，位於南奧克尼群島的西格尼島，處於福卡角和讓山口之間，在1991年由英國南極名稱諮詢委員會命名，現時由南極條約體系管理。